# Węgierska Akademia Nauk
Węgierska Akademia Nauk (węg. Magyar Tudományos Akadémia – MTA) – narodowa akademia węgierska. Jej inicjatorem i założycielem był hrabia István Széchenyi, który w roku 1825 na założenie towarzystwa naukowego przeznaczył roczny dochód swoich dóbr. Za jego przykładem poszli liczni inni węgierscy arystokraci i posłowie. Celem towarzystwa było krzewienie nauki, kultury i sztuki w języku węgierskim. Obecna nazwa (Węgierska Akademia Nauk) pochodzi z 1845 r., a neorenesansowy gmach obecnej siedziby głównej z 1865 roku. Jednym z priorytetowych celów wydziału lingwistycznego akademii jest regulowanie języka węgierskiego.
Dzisiejsza MTA składa się z następujących instytutów: 
1. Instytut lingwistyki i literatury
2. Instytut filozofii i historii
3. Instytut matematyki
4. Instytut rolnictwa
5. Instytut medycyny
6. Instytut nauk technicznych
7. Instytut chemii
8. Instytut biologii
9. Instytut prawa i nauk ekonomicznych
10. Instytut Nauk o Ziemi
11. Instytut fizyki

## Prezesi Węgierskiej Akademii Nauk
| József Teleki         | (17 listopada 1830 – 15 lutego 1855)   |
| Emil Dessewffy        | (17 kwietnia 1855 – 10 stycznia 1886)  |
| József Eötvös         | (18 marca 1886 – 2 lutego 1871)        |
| Menyhért Lónyay       | (17 maja 1871 – 3 listopada 1884)      |
| Ágoston Trefort       | (28 maja 1885 – 22 sierpnia 1888)      |
| Loránd Eötvös         | (3 maja 1889 – 5 października 1905)    |
| Albert Berzeviczy     | (27 listopada 1905 – 22 marca 1936)    |
| Józef August Habsburg | (22 marca 1936 – października 1944)    |
| Gyula Kornis          | (7 marca 1945 – 29 października 1945)  |
| Gyula Moór            | (29 października 1945 – 24 lipca 1946) |
| Zoltán Kodály         | (24 lipca 1946 – 29 listopada 1949)    |
| István Rusznyák       | (29 listopada 1949 – 5 lutego 1970)    |
| Tibor Erdey-Grúz      | (5 lutego 1970 – 16 sierpnia 1976)     |
| János Szentágothai    | (26 października 1976 – 10 maja 1985)  |
| Berend T. Iván        | (10 maja 1985 – 24 maja 1990)          |
| Domokos Kosáry        | (24 maja 1990 – 9 maja 1996)           |
| Ferenc Glatz          | (9 maja 1996 – 4 maja 2002)            |
| Szilveszter Vizi      | (5 maja 2002 – 6 maja 2008)            |
| József Pálinkás       | (6 maja 2008 – 6 maja 2014)            |
| László Lovász         | (6 maja 2014 –)                        |